# 蘇汝霖 (石埭進士)
蘇汝霖，江南石埭县（今安徽太平湖）人。清朝政治人物、同进士出身。

## 生平
顺治九年（1652年），登进士壬辰科第三甲第78名，授宁波府推官，后升户部郎中，广西提学佥事。